# Декрет о мире

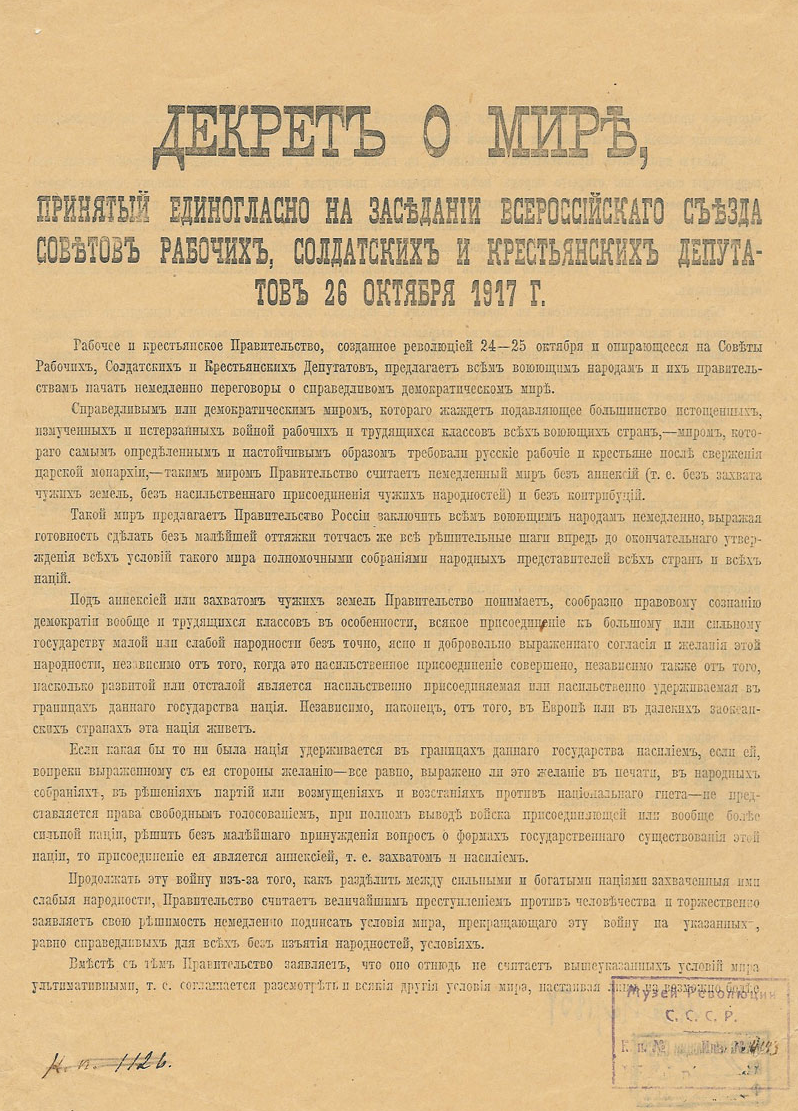

Декре́т о ми́ре — первый из декретов Советской власти.
Составлен В. И. Ульяновым (Лениным) и единогласно принят 26 октября (8 ноября) 1917 на Втором съезде Советов рабочих, крестьянских и солдатских депутатов после того, как в результате переворота 25 октября было свергнуто Временное правительство России. Знаменитые Четырнадцать пунктов президента США Вудро Вильсона стали ответом на Декрет о мире.

## Основные положения декрета
- Советское рабоче-крестьянское правительство предлагает «всем воюющим народам и их правительствам начать немедленно переговоры о „справедливом демократическом мире“» — а именно, о «немедленном мире без аннексий и контрибуций», то есть без захватов чужих территорий и без насильственного взыскания с побеждённых материальных или денежных возмещений. Продолжение войны рассматривается как «величайшее преступление против человечества», а наиболее предпочтительный способ прекращения войны содержится в призыве к наиболее передовым европейским рабочим, которым российские коммунисты предложили свергнуть капитализм в своих странах: «Правительство России обращается также в особенности к сознательным рабочим трех самых передовых наций человечества и самых крупных участвующих в настоящей войне государств: Англии, Франции и Германии. Рабочие этих стран оказали наибольшие услуги делу прогресса и социализма, и великие образцы чартистского движения в Англии, ряд революций, имеющих всемирно-историческое значение, совершённых французским пролетариатом, наконец, в геройской борьбе против исключительного закона в Германии и образцовой для рабочих всего мира длительной, упорной, дисциплинированной работе создания массовых пролетарских организаций Германии — все эти образцы пролетарского героизма и исторического творчества служат нам порукой за то, что рабочие названных стран поймут лежащие на них теперь задачи освобождения человечества от ужасов войны и её последствий, что эти рабочие всесторонней решительной и беззаветно энергичной деятельностью своей помогут нам успешно довести до конца дело мира и вместе с тем дело освобождения трудящихся и эксплуатируемых масс населения от всякого рабства и всякой эксплуатации»[4].
- Советское правительство отменяет тайную дипломатию, «выражая твёрдое намерение вести все переговоры совершенно открыто перед всем народом, приступая немедленно к полному опубликованию тайных договоров, подтверждённых или заключённых правительством помещиков и капиталистов с февраля по 25 октября 1917 г», и «объявляет безусловно и немедленно отменённым» всё содержание этих тайных договоров.

## Мирные инициативы

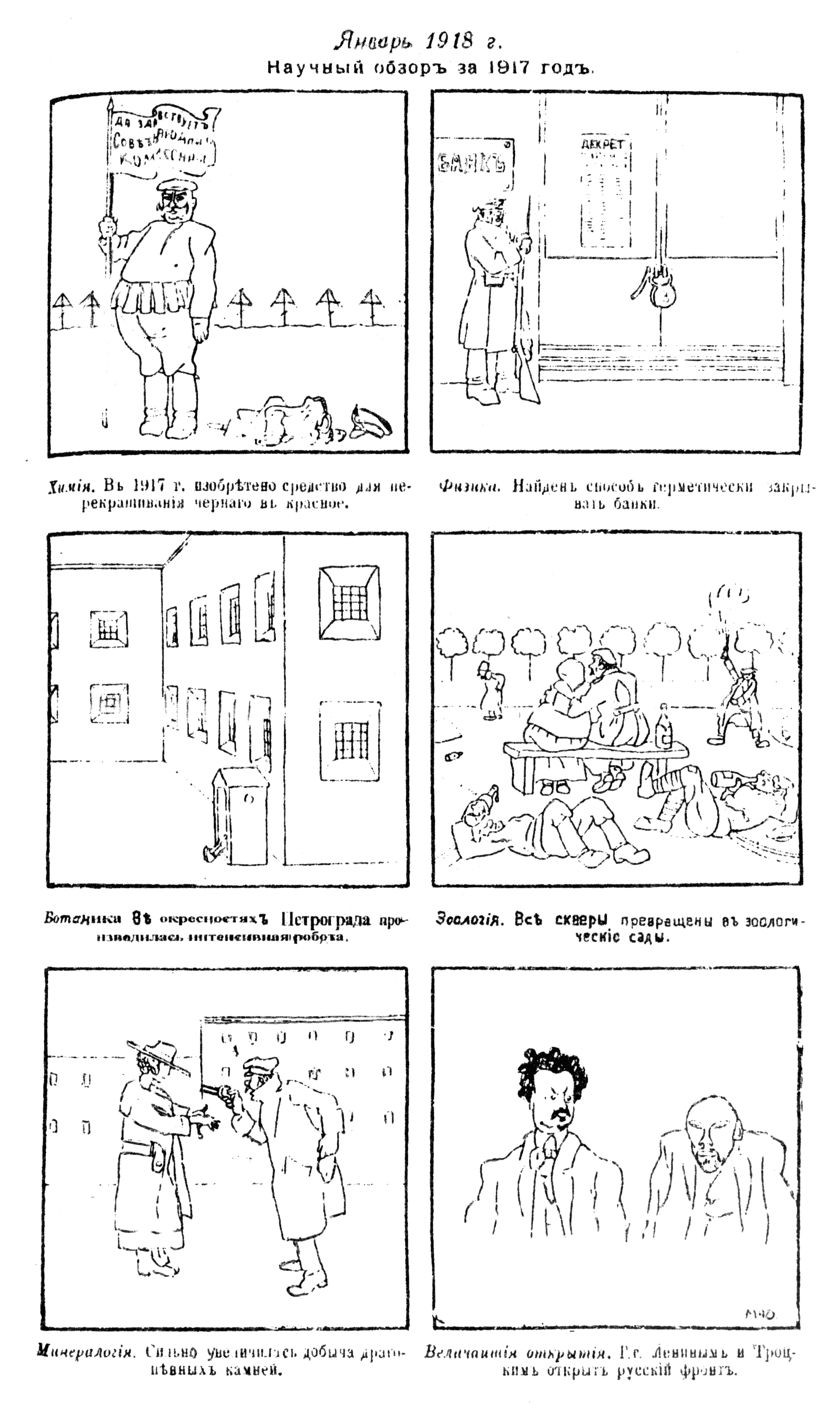
Величайшие научные открытия 1917 года: господами Лениным и Троцким открыт русский фронт. Русская карикатура

Декрет был опубликован в газете «Известия» и передан по радио, однако воюющие правительства не удостоили его ответом.
В ночь на 27 октября (9 ноября) 1917 Второй всероссийский съезд советов рабочих и солдатских депутатов создал советское правительство — Совет народных комиссаров (Совнарком).
В ночь на 8 (21) ноября 1917 Совнарком направил радиотелеграмму и. о. верховного главнокомандующего русской армии генералу Н. Н. Духонину, приказав ему немедленно предложить перемирие всем воюющим странам. В тот же день за отказ выполнить это распоряжение Н. Н. Духонину было объявлено о его смещении с должности. Народный комиссар по иностранным делам обратился с нотой ко всем послам союзных держав, предлагая объявить перемирие и начать мирные переговоры.
9 (22) ноября 1917 председатель Совнаркома В. И. Ленин направил телеграмму во все полки фронтовых армий: «Пусть полки, стоящие на позициях, выбирают тотчас уполномоченных для формального вступления в переговоры о перемирии с неприятелем».

В тот же день дипломатические представители союзных стран на совещании в Петрограде решили игнорировать ноту Совнаркома.
10 (23) ноября 1917 главы военных миссий союзных стран при штабе верховного главнокомандующего вручили генералу Н. Н. Духонину коллективную ноту, в которой выразили протест против нарушения договора от 5 сентября 1914 года, запрещавшего союзникам заключение сепаратного мира или перемирия. Духонин разослал текст ноты всем командующим фронтами.
В тот же день народный комиссар по иностранным делам обратился к послам нейтральных государств с предложением взять на себя посредничество в организации переговоров о мире. Представители Швеции, Норвегии и Швейцарии ограничились извещением о получении ноты. Посол Испании, заявивший народному комиссару по иностранным делам, что предложение передано в Мадрид, был немедленно отозван из России.

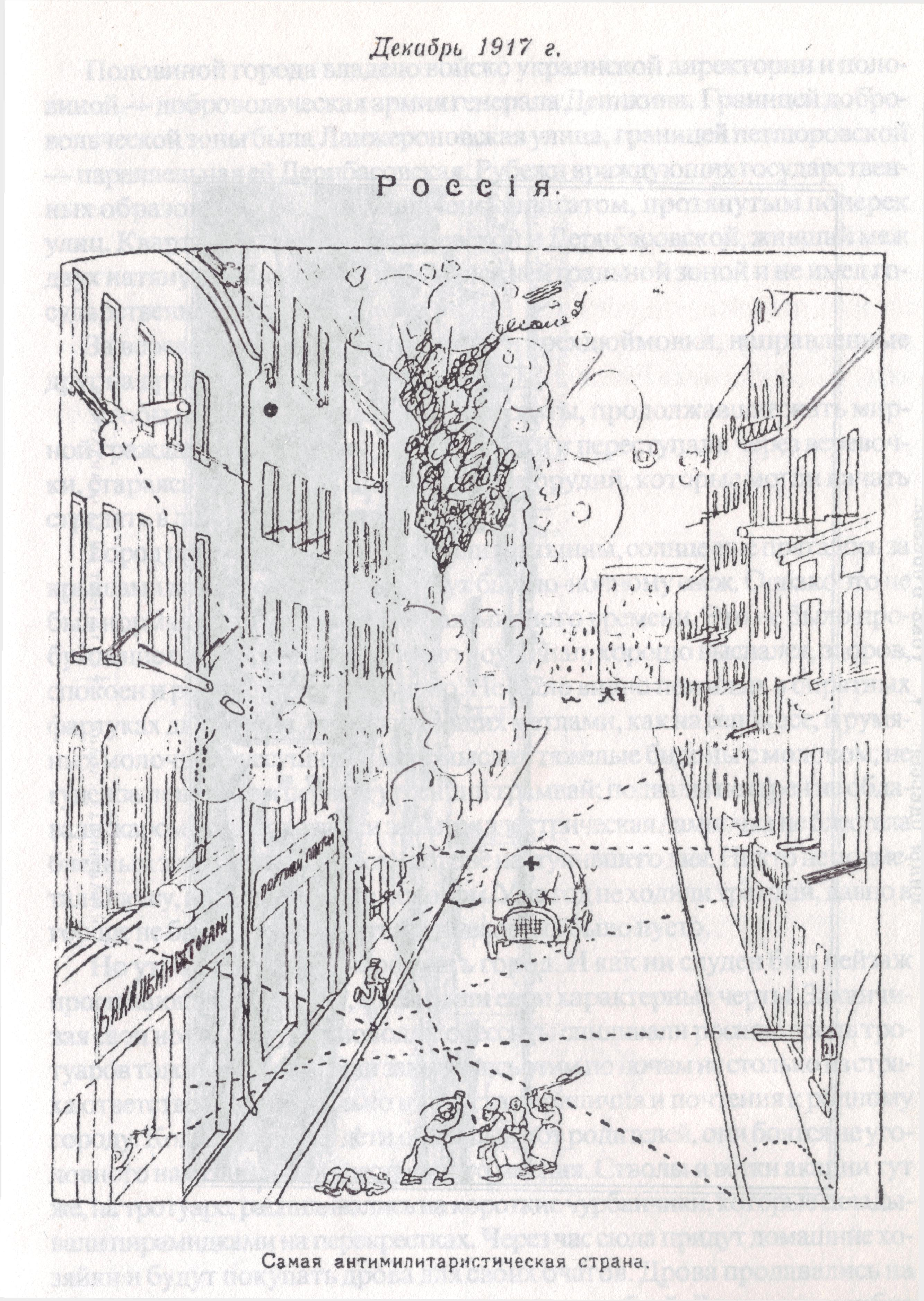
После декрета: Россия — самая антимилитаристическая страна. Декабрь 1917 года

14 (27) ноября 1917 Германия сообщила о согласии начать мирные переговоры с советским правительством. В тот же день В. И. Ленин обратился с нотой к правительствам Франции, Великобритании, Италии, США, Бельгии, Сербии, Румынии, Японии и Китая, предлагая им присоединиться к мирным переговорам: «1 декабря мы приступаем к мирным переговорам. Если союзные народы не пришлют своих представителей, мы будем вести с немцами переговоры одни». Ответа получено не было. Лишь президент США Вудро Вильсон отреагировал на Ленинский декрет о мире обнародовав свою адаптированную версию мирного урегулирования, так называемые «14 пунктов Вильсона». При разработке 14 пунктов были заимствованы идеи из ленинского декрета о мире.

## Последствия
Декрет был призывом к правительствам и народам всех воюющих государств о заключении немедленного перемирия. Среди историков существует мнение, что с сентября 1917 года русская армия уже находилась в процессе полного разложения. Существуют также мнения, что массовый исход солдат с фронта начался только после публикации Декрета. Новый нарком иностранных дел Лев Троцкий опубликовал секретные договоры между Николаем II и союзниками. Однако вместо того, чтобы инициировать всеобщий пролетарский мир, правительство Ленина оказалось втянутым в переговоры с Германией, в результате чего 3 марта 1918 года был заключен Брест-Литовский договор, по которому Россия потеряла 34 % своего населения, 54 % промышленных земель, 89 % угольных месторождений и 26 % железных дорог.

## Оценки
Французский историк Элен Карер д’Анкосс охарактеризовала Декрет о мире как «призыв к всемирной революции», вытекающий из теории Ленина о переходе мировой войны в мировую революцию и его лозунга 1914 года «превратим войну империалистическую в войну гражданскую». Историк отметила, что первый акт нового правительства Советской России был обращён не к другим правительствам, а «к народам, против правительств». Таким образом, Советская Россия отвергала классическую концепцию международных отношений, как межправительственных и межгосударственных отношений. По мнению вождей большевизма, народы мира сами должны были начать строить новое международное сообщество, для чего они должны были пойти по пути России, свергнув свои правительства и через это решив задачу установления мира. В этом процессе захват власти в России большевиками представлял собой лишь первый этап на пути всемирной социалистической революции.
Но планы Ленина провалились — из всех народов и всех правительств только правительства Центральных держав, кровно заинтересованные в установлении перемирия на своём Восточном фронте, пошли на сепаратные переговоры о мире с советским правительством.  Факт заключения Брестского мира показал, что программа Ленина на навязывание другим странам совершенно новой системы международных отношений провалилась — после этого большевикам пришлось вернуться к традиционным межгосударственным отношениям.
Известный британский историк Антони Бивор причисляет Декрет к трем обманам Ленина (два других — «Декрет о земле» и обещание передачи фабрик в управление рабочим). Осознавая желание солдат покинуть фронт, Ленин обещал мир, однако на самом деле планировал лишь превратить империалистическую войну в гражданскую, что и было сделано